# Elecciones generales de Italia de 1976
Las elecciones generales se celebraron en Italia el domingo 20 de junio de 1976, para elegir al Séptimo Parlamento Republicano, lo que suponía la renovación de los miembros de la Cámara de Diputados y el Senado.
La Democracia Cristiana, que obtuvo mayoría simple y se posicionó como el partido más votado, mantuvo un resultado similar al de las elecciones anteriores, con alrededor de un 38%, aunque obtuvo más de un millón más de votos; El Partido Comunista Italiano liderado por Enrico Berlinguer dio un salto considerable y obtuvo 7 puntos más que cuatro años antes hasta obtener más de un 34% y tres millones y medio de votos más con respecto a las anteriores elecciones. En estas elecciones la edad para poder votar a la Cámara de Diputados se redujo de 21 a 18 años, mientras que para el Senado permaneció en los 25 años. Este resultado, más o menos homogéneo en todo el país, confirmó un cambio de tendencia que abría la posibilidad de un futuro cambio en el gobierno italiano. Ante el avance comunista y los intentos de la Democracia Cristiana de frenarlo, los partidos pequeños perdieron gran cantidad de votos, como el histórico Partido Liberal Italiano, que prácticamente desapareció. Por la izquierda, dos nuevas fuerzas hicieron su aparición: el Partido Radical, de centro-izquierda, que había ganado popularidad tras una exitosa campaña durante el referéndum sobre la abolición de la ley del divorcio de 1974 y el partido maoísta Democracia Proletaria.
El Partido Socialista Italiano obtuvo de nuevo la tercera posición, seguido de la extrema derecha representada por el Movimiento Social Italiano.

## Sistema electoral
La pura representación proporcional por listas se había convertido tradicionalmente en el sistema electoral de la Cámara de Diputados. Las provincias italianas se unieron en 32 distritos electorales, cada uno eligiendo un grupo de candidatos. A nivel de circunscripción, los escaños se dividieron entre listas abiertas utilizando el método del resto mayor con la cuota Imperiali. Los votos y escaños restantes se transfirieron a nivel nacional, donde se dividieron utilizando la cuota Hare, y se distribuyeron automáticamente a los mejores perdedores en las listas locales.
Para el Senado, se establecieron 237 circunscripciones de un solo escaño, incluso si la asamblea se había elevado a 315 miembros. Los candidatos necesitaban una victoria abrumadora de dos tercios de los votos para ser elegidos, un objetivo que solo podían alcanzar las minorías alemanas en Tirol del Sur. Todos los votos y escaños permanecieron agrupados en listas de partidos y distritos electorales regionales, donde se utilizó un método D'Hondt: dentro de las listas, se eligieron los candidatos con los mejores porcentajes.

## Contexto histórico
Aunque la década de 1970 en Italia estuvo marcada por la violencia, también fue un momento de gran progreso social y económico. Después de los disturbios civiles de la década de 1960, la Democracia Cristiana y sus aliados en el gobierno (incluido el Partido Socialista) introdujeron una amplia gama de reformas políticas, sociales y económicas. Los gobiernos regionales se introdujeron en la primavera de 1970, con consejos elegidos dotados con la autoridad para legislar en áreas como obras públicas, planificación urbana, bienestar social y salud. El gasto en el Sur, relativamente pobre, aumentó significativamente, mientras que también se aprobaron nuevas leyes relacionadas con el pago indexado, la vivienda pública y la provisión de pensiones. En 1975, se aprobó una ley que autorizaba a los trabajadores despedidos a recibir al menos el 80% de su salario anterior hasta un año después de su despido de un fondo de seguro estatal. Los niveles de vida también siguieron aumentando, con los salarios nominales subiendo a un promedio de alrededor del 25% anual desde principios de los años setenta en adelante, y entre 1969 y 1978, los salarios reales promedio aumentaron en un 72%. Se aumentaron varios beneficios adicionales en la medida en que ascendieron de un 50% a un 60% adicional en salarios, el más alto en cualquier país del mundo occidental. Además, las horas de trabajo se redujeron de modo que para el final de la década eran más bajas que cualquier otro país europeo, a excepción de Bélgica. Algunas categorías de trabajadores que fueron despedidos recibieron una generosa compensación por desempleo que representaba solo un poco menos que su antiguo salario, a menudo años más allá de la elegibilidad. Inicialmente, estos beneficios fueron disfrutados principalmente por los trabajadores industriales en el norte de Italia, donde el "otoño caliente" tuvo su mayor impacto, pero estos beneficios pronto se extendieron a otras categorías de trabajadores en otras áreas. En 1975, la cláusula de la escalera mecánica se fortaleció en los contratos salariales, proporcionando una alta proporción de trabajadores con indexación de casi el 100%, con revisiones trimestrales, lo que aumenta los salarios casi tan rápido como los precios.
Un estatuto de los derechos de los trabajadores redactado e impulsado en 1970 por el ministro de trabajo socialista, Giacomo Brodolini, fortaleció enormemente la autoridad de los sindicatos en las fábricas, proscribió el despido sin causa justificada, garantizó la libertad de reunión y expresión en el taller , prohibió a los empleadores mantener registros del sindicato o afiliaciones políticas de sus trabajadores, y prohibió las contrataciones que no se realizaran a través de la oficina estatal de empleo.
En 1973, el Secretario General del Partido Comunista Italiano, Enrico Berlinguer, lanzó una propuesta para una "alianza democrática" con la Democracia Cristiana, adoptada por Aldo Moro. Esta alianza fue inspirada por el gobierno de Allende en Chile, que fue compuesta por una coalición izquierdista llamada Unidad Popular y apoyada por el Partido Demócrata Cristiano. Después del golpe chileno del mismo año, hubo un acercamiento entre PCI y DC, que se convirtió en una alianza política en 1976. En este momento, el PCI de Berlinguer intentó también una separación de la URSS, con el lanzamiento del "eurocomunismo" junto con el Partido Comunista Español y el Partido Comunista Francés.
En julio de 1975, un izquierdista cristiano, Benigno Zaccagnini, se convirtió en el nuevo Secretario de Democracia Cristiana.

## Partidos y líderes
| Partido | Partido                                              | Ideología               | Líder                |
| ------- | ---------------------------------------------------- | ----------------------- | -------------------- |
|         | Democracia Cristiana (DC)                            | Democracia cristiana    | Benigno Zaccagnini   |
|         | Partido Comunista Italiano (PCI)                     | Comunismo               | Enrico Berlinguer    |
|         | Partido Socialista Italiano (PSI)                    | Socialismo democrático  | Francesco De Martino |
|         | Movimiento Social Italiano-Derecha Nacional (MSI-DN) | Neofascismo             | Giorgio Almirante    |
|         | Partido Socialista Democrático Italiano (PSDI)       | Socialdemocracia        | Pier Luigi Romita    |
|         | Partido Republicano Italiano (PRI)                   | Socioliberalismo        | Giovanni Spadolini   |
|         | Democracia Proletaria (DP)                           | Comunismo               | Mario Capanna        |
|         | Partido Liberal Italiano (PLI)                       | Liberalismo conservador | Valerio Zanone       |
|         | Partido Radical (PR)                                 | Radicalismo             | Marco Pannella       |

## Resultados
Ante el surgimiento del PCI, muchos políticos centristas y hombres de negocios comenzaron a pensar cómo evitar la posibilidad de una victoria comunista que pudiera convertir a Italia en un Estado alineado con la Unión Soviética. Los líderes de DC pensaron involucrar gradualmente a los comunistas en las políticas gubernamentales a fin de moderar sus objetivos, como se había hecho anteriormente con los socialistas. El hombre que fue elegido para liderar este intento no pertenecía al ala izquierda del DC, como había sucedido con el esfuerzo de moderación del PSI, sino el líder moderado y ex primer ministro Giulio Andreotti, para equilibrar la situación y calmar los mercados. El primer gobierno que depende del apoyo de los comunistas se formó cuando el PCI decidió otorgar su apoyo externo. Sin embargo, este proceso, llamado Solidaridad Nacional, fue dramáticamente terminado por los ataques terroristas de las Brigadas Rojas, que vieron el secuestro y asesinato del ex primer ministro Aldo Moro. El país quedó conmocionado por estos asesinatos, y los comunistas volvieron a la oposición total. El intento posterior de Giulio Andreotti de formar un gobierno clásico de centro izquierda con los socialistas fracasó, y se convocó una nueva elección general para 1979.

### Cámara de Diputados
|                                    |                                                   |            |       |         |       |
| Partido                            | Partido                                           | Votos      | %     | Escaños | +/−   |
|                                    | Democracia Cristiana (DC)                         | 14.209.519 | 38,71 | 262     | −4    |
|                                    | Partido Comunista Italiano (PCI)                  | 12.614.650 | 34,37 | 228     | +49   |
|                                    | Partido Socialista Italiano (PSI)                 | 3.540.309  | 9,64  | 57      | −4    |
|                                    | Movimiento Social Italiano-Derecha Nacional (MSI) | 2.238.339  | 6,10  | 35      | −21   |
|                                    | Partido Socialista Democrático Italiano (PSDI)    | 1.239.492  | 3,38  | 15      | −14   |
|                                    | Partido Republicano Italiano (PRI)                | 1.135.546  | 3,09  | 14      | −1    |
|                                    | Democracia Proletaria (DP)                        | 557.025    | 1,52  | 6       | Nuevo |
|                                    | Partido Liberal Italiano (PLI)                    | 480.122    | 1,31  | 5       | −15   |
|                                    | Partido Radical (PR)                              | 394.439    | 1,07  | 4       | Nuevo |
|                                    | Partido Popular Sudtirolés (SVP)                  | 184.375    | 0,50  | 3       | ±0    |
|                                    | PCI–PSI–PdUP                                      | 26.748     | 0,07  | 1       | ±0    |
|                                    | Otros                                             | 87.014     | 0,24  | 0       | ±0    |
| Votos válidos                      | Votos válidos                                     | 36.707.578 | 97,23 | –       | –     |
| Votos inválidos/en blanco          | Votos inválidos/en blanco                         | 1.045.512  | 2,77  | –       | –     |
| Total                              | Total                                             | 37.755.090 | 100   | 630     | ±0    |
| Votantes registrados/participación | Votantes registrados/participación                | 40.426.658 | 93,39 | –       | –     |
| Fuente: Ministerio del Interior    |                                                   |            |       |         |       |

| \| Voto popular \| Voto popular \| Voto popular \| Voto popular \| Voto popular \| \| ------------ \| ------------ \| ------------ \| ------------ \| ------------ \| \| Partidos \| Partidos \| \| % \| % \| \| DC \| DC \| \| 38.71 % \| 38.71 % \| \| PCI \| PCI \| \| 34.37 % \| 34.37 % \| \| PSI \| PSI \| \| 9.64 % \| 9.64 % \| \| MSI-DN \| MSI-DN \| \| 6.10 % \| 6.10 % \| \| PSDI \| PSDI \| \| 3.38 % \| 3.38 % \| \| PRI \| PRI \| \| 3.09 % \| 3.09 % \| \| DP \| DP \| \| 1.52 % \| 1.52 % \| \| PLI \| PLI \| \| 1.31 % \| 1.31 % \| \| PR \| PR \| \| 1.07 % \| 1.07 % \| \| Otros \| Otros \| \| 0.81 % \| 0.81 % \| |          |  |         |         |
| Voto popular |          |  |         |         |
| Partidos | Partidos |  | %       | %       |
| DC | DC       |  | 38.71 % | 38.71 % |
| PCI | PCI      |  | 34.37 % | 34.37 % |
| PSI | PSI      |  | 9.64 %  | 9.64 %  |
| MSI-DN | MSI-DN   |  | 6.10 %  | 6.10 %  |
| PSDI | PSDI     |  | 3.38 %  | 3.38 %  |
| PRI | PRI      |  | 3.09 %  | 3.09 %  |
| DP | DP       |  | 1.52 %  | 1.52 %  |
| PLI | PLI      |  | 1.31 %  | 1.31 %  |
| PR | PR       |  | 1.07 %  | 1.07 %  |
| Otros | Otros    |  | 0.81 %  | 0.81 %  |

| \| Escaños \| Escaños \| Escaños \| Escaños \| Escaños \| \| -------- \| -------- \| ------- \| ------- \| ------- \| \| Partidos \| Partidos \| \| % \| % \| \| DC \| DC \| \| 41.59 % \| 41.59 % \| \| PCI \| PCI \| \| 36.19 % \| 36.19 % \| \| PSI \| PSI \| \| 9.05 % \| 9.05 % \| \| MSI-DN \| MSI-DN \| \| 5.56 % \| 5.56 % \| \| PSDI \| PSDI \| \| 2.38 % \| 2.38 % \| \| PRI \| PRI \| \| 2.22 % \| 2.22 % \| \| DP \| DP \| \| 0.95 % \| 0.95 % \| \| PLI \| PLI \| \| 0.79 % \| 0.79 % \| \| PR \| PR \| \| 0.63 % \| 0.63 % \| \| Otros \| Otros \| \| 0.63 % \| 0.63 % \| |          |  |         |         |
| Escaños |          |  |         |         |
| Partidos | Partidos |  | %       | %       |
| DC | DC       |  | 41.59 % | 41.59 % |
| PCI | PCI      |  | 36.19 % | 36.19 % |
| PSI | PSI      |  | 9.05 %  | 9.05 %  |
| MSI-DN | MSI-DN   |  | 5.56 %  | 5.56 %  |
| PSDI | PSDI     |  | 2.38 %  | 2.38 %  |
| PRI | PRI      |  | 2.22 %  | 2.22 %  |
| DP | DP       |  | 0.95 %  | 0.95 %  |
| PLI | PLI      |  | 0.79 %  | 0.79 %  |
| PR | PR       |  | 0.63 %  | 0.63 %  |
| Otros | Otros    |  | 0.63 %  | 0.63 %  |

### Senado de la República
|                                    |                                                |            |       |         |       |
| Partido                            | Partido                                        | Votos      | %     | Escaños | +/−   |
|                                    | Democracia Cristiana (DC)                      | 12.227.353 | 38,88 | 135     | ±0    |
|                                    | Partido Comunista Italiano (PCI)               | 10.637.772 | 33,83 | 116     | +22   |
|                                    | Partido Socialista Italiano (PSI)              | 3.208.164  | 10,20 | 29      | −4    |
|                                    | Movimiento Social Italiano (MSI)               | 2.086.430  | 6,63  | 15      | −11   |
|                                    | Partido Socialista Democrático Italiano (PSDI) | 974.940    | 3,10  | 6       | −5    |
|                                    | Partido Republicano Italiano (PRI)             | 846.415    | 2,69  | 6       | +1    |
|                                    | Partido Liberal Italiano (PLI)                 | 438.265    | 1,39  | 2       | −6    |
|                                    | PLI–PRI–PSDI                                   | 334.898    | 1,06  | 2       | ±0    |
|                                    | Partido Radical (PR)                           | 265.947    | 0,85  | 0       | Nuevo |
|                                    | Partido Popular Sudtirolés (SVP)               | 158.584    | 0,50  | 2       | ±0    |
|                                    | Democracia Proletaria (DP)                     | 78.170     | 0,25  | 0       | Nuevo |
|                                    | PCI–PSI                                        | 52.922     | 0,17  | 1       | +1    |
|                                    | PLI–PRI                                        | 51.353     | 0,16  | 0       | ±0    |
|                                    | DC–RV–UV–UVP–PRI                               | 22.917     | 0,07  | 1       | ±0    |
|                                    | Otros                                          | 65.301     | 0,22  | 0       | ±0    |
| Votos válidos                      | Votos válidos                                  | 31.449.431 | 96,41 | –       | –     |
| Votos inválidos/en blanco          | Votos inválidos/en blanco                      | 1.172.150  | 3,59  | –       | –     |
| Total                              | Total                                          | 32.621.581 | 100   | 315     | ±0    |
| Votantes registrados/participación | Votantes registrados/participación             | 34.928.214 | 93,40 | –       | –     |
| Fuente: Ministerio del Interior    |                                                |            |       |         |       |

| \| Voto popular \| Voto popular \| Voto popular \| Voto popular \| Voto popular \| \| ------------ \| ------------ \| ------------ \| ------------ \| ------------ \| \| Partidos \| Partidos \| \| % \| % \| \| DC \| DC \| \| 38.88 % \| 38.88 % \| \| PCI \| PCI \| \| 33.83 % \| 33.83 % \| \| PSI \| PSI \| \| 10.20 % \| 10.20 % \| \| MSI \| MSI \| \| 6.63 % \| 6.63 % \| \| PSDI \| PSDI \| \| 3.10 % \| 3.10 % \| \| PRI \| PRI \| \| 2.69 % \| 2.69 % \| \| PLI \| PLI \| \| 1.39 % \| 1.39 % \| \| Otros \| Otros \| \| 3.28 % \| 3.28 % \| |          |  |         |         |
| Voto popular |          |  |         |         |
| Partidos | Partidos |  | %       | %       |
| DC | DC       |  | 38.88 % | 38.88 % |
| PCI | PCI      |  | 33.83 % | 33.83 % |
| PSI | PSI      |  | 10.20 % | 10.20 % |
| MSI | MSI      |  | 6.63 %  | 6.63 %  |
| PSDI | PSDI     |  | 3.10 %  | 3.10 %  |
| PRI | PRI      |  | 2.69 %  | 2.69 %  |
| PLI | PLI      |  | 1.39 %  | 1.39 %  |
| Otros | Otros    |  | 3.28 %  | 3.28 %  |

| \| Escaños \| Escaños \| Escaños \| Escaños \| Escaños \| \| -------- \| -------- \| ------- \| ------- \| ------- \| \| Partidos \| Partidos \| \| % \| % \| \| DC \| DC \| \| 42.86 % \| 42.86 % \| \| PCI \| PCI \| \| 36.83 % \| 36.83 % \| \| PSI \| PSI \| \| 9.21 % \| 9.21 % \| \| MSI \| MSI \| \| 4.76 % \| 4.76 % \| \| PSDI \| PSDI \| \| 1.90 % \| 1.90 % \| \| PRI \| PRI \| \| 1.90 % \| 1.90 % \| \| PLI \| PLI \| \| 0.63 % \| 0.63 % \| \| Otros \| Otros \| \| 1.90 % \| 1.90 % \| |          |  |         |         |
| Escaños |          |  |         |         |
| Partidos | Partidos |  | %       | %       |
| DC | DC       |  | 42.86 % | 42.86 % |
| PCI | PCI      |  | 36.83 % | 36.83 % |
| PSI | PSI      |  | 9.21 %  | 9.21 %  |
| MSI | MSI      |  | 4.76 %  | 4.76 %  |
| PSDI | PSDI     |  | 1.90 %  | 1.90 %  |
| PRI | PRI      |  | 1.90 %  | 1.90 %  |
| PLI | PLI      |  | 0.63 %  | 0.63 %  |
| Otros | Otros    |  | 1.90 %  | 1.90 %  |